# Lennart Pettersson (centerpartist)
Gösta Lennart Pettersson, född 19 mars 1952 i Svedala, är en svensk politiker (centerpartist). Han var ordinarie riksdagsledamot 2006–2010, invald för Skåne läns västra valkrets.
I riksdagen var han ledamot i civilutskottet 2006–2010 och suppleant i socialförsäkringsutskottet. Efter tiden som riksdagsledamot var han revisorssuppleant i Systembolaget AB 2013–2015.